# Sicalis auriventris
Sicalis auriventris е вид птица от семейство Тангарови (Thraupidae).

## Разпространение
Видът е разпространен в Аржентина и Чили.